# Катлийн Лонсдейл
Катлийн Лонсдейл (на английски: Kathleen Lonsdale) е ирландско-британска химичка кристалографка от Ейре.
През 1929 година доказва, че бензеновият пръстен е плосък, използвайки рентгенографска дифракция. Тя е първата използвала спектрални Фурие методи за установяването на структурата на хексахлоробензена през 1931 година.
През кариерата си постига няколко неща за първи път за жена-учен: става първата жена, получила постоянно професорско място в Университетски колеж Лондон, първата жена-председател на Международния съюз по кристалография, първата жена председател ан Британската асоциация за напредък в науката, и една от първите две жени (заедно с Марджъри Стивънсън) избрана за почетен член на Британското кралско научно дружество.

## Ранни години (1903 – 1924)
Родена е на 28 януари 1903 година като Катлийн Ярдли в Нюбридж, графство Килдеър, Ирландия, десетото дете на Хари Ярдли, началник на градската поща, и Джеси Камерън. Когато Катлийн е на 5 години, семейството ѝ се премества в Севън Кингс, Есекс, Англия. Тя учи в девическата гимназия на графство Уудфорд, след което се мести в мъжката гимназия на окръг Илфорд, за да учи математика и природни науки, тъй като девическата гимназия не предлага обучение по тези предмети. През 1922 г. получава бакалавърска степен от женския колеж „Бедфорд“, а 2 години по-късно защитава магистърска степен по физика от Университетски колеж Лондон.

## Научна кариера (1924 – 1971)
През 1924 г. Лонсдейл се присъединява към изследователския екип по кристалография, ръководен от Уилям Хенри Браг в Кралската институция. След брака си, Лонсдейл работи в Университета в Лийдс в края на 20-те години. В началото на 30-те години, тя се грижи почти през цялото време за децата си.
През 1934 г. Лонсдейл се завръща да работи с Браг в Кралската институция като изследовател. През 1936 г. тя защитава голяма докторска дисертация в Университетски колеж Лондон, докато е на работа в Кралската институция. В допълнение към откриването на структурата на бензена и хексахлоробензена, Лондсдейл работи върху синтеза на диаманти. Тя е пионер в използването на рентгенови лъчи в кристалографските изследвания. Тя една от първите две жени (заедно с биохимичката Марджъри Стивънсън), избрата за член на Кралското научно дружество през 1945 г.
Лонсдейл отказва да участва във Втората световна война и да се включи в гражданската отбрана, поради което е изпратена за един месец в затвора. По-късно има огромен принос към реформирането на затворите и неуморно провежда кампании в името на мира по целия свят.
През 1949 г. е избрана за професор по химия и ръководител на катедра „Кристалография“ в Университетски колеж Лондонколеж. Сред студентите ѝ е Каримат Ел-Сайед, която става професорка по кристалография в Египет и защитничка на правото на жените на образование. Лонсдейл е първата жена в колежа, която получава постоянно професорско място, на което остава до 1968 г., когато е избрана за професор емерита.

## Смърт
Умира на 1 април 1971 година в Лондон, Великобритания, на 68-годишна възраст.